# Революційний комітет (Ємен)

Революційний комітет — орган влади Єменської республіки, створений шиїтськими повстанцями-хуситами. На комітет було покладено завдання по формуванню Перехідної національної ради, що складається з 551 людини. Діяв з лютого 2015 року, після втечі президента Хаді, до формування Верховного Політичної Ради в серпні 2016 року. Голова комітету: Мухаммед Алі аль-Хуті.
Від 2015 року воєнізоване угрупування хуситів (Революційний комітет Ємену) де-факто є правлячою силою в країні, хоча його владу не визнала ані ООН, ані країнами Заходу.

## Історія
Основна стаття: Збройний конфлікт в Ємені (2014—2015)

## Міжнародна реакція
Легітимність комітету була відхилена поруч єменських опозиційних груп, сепаратистським Південним рухом, а також Організацією Об'єднаних Націй, Сполученими Штатами Америки, і країнами Перської затоки.

## Див.також
- Ємен
- Збройний конфлікт в Ємені (2014—2015)
- Громадянська війна в Ємені (з 2015)